# Jacksonella
Jacksonella és un gènere d'aranyes araneomorfes de la subfamília Erigoninae, dins de la família Linyphiidae.
Fou descrit per primera vegada per Alfred Frank Millidge l'any 1951.

## Distribució
Es pot trobar a la zona Europea (Xipre i Grècia) i a l'Est d'Àsia (Corea).

## Llista d'espècies
Segons The World Spider Catalog 12.0::
- Jacksonella bidens Tanasevitch, 2011
- Jacksonella falconeri (Jackson, 1908) ( Espècie tipus)
- Jacksonella sexoculata Paik & Yaginuma, 1969